# لاریسا آلاوردیان
لاریسا آساتوری آلاوردیان (ارمنی: Լարիսա Ասատուրի Ալավերդյան؛ زادهٔ ۲۱ سپتامبر ۱۹۴۳) سیاست‌مدار اهل ارمنستان است. وی بین سال‌های ۲۰۰۷ تا ۲۰۱۲ نماینده مجلس ملی جمهوری ارمنستان بوده است. آلاوردیان از دانشگاه تربیت مدرس جمهوری آذربایجان فارغ‌التحصیل شده است. وی عضو حزب Founding Parliament می‌باشد.

## زندگی‌نامه
آلاوردیان در شهر باکو بدنیا آمد که امروز جزئی از کشور آذربایجان است.

## فعالیت‌ها
در نوامبر ۲۰۰۸ آلاوردیان عضوی از گروه تعاونی پارلمانی ارمنستان با اتحادیه اروپا بود.